# Jean-Pierre Papon
Pour les articles homonymes, voir Papon.
L'abbé Jean-Pierre Papon né le 23 janvier 1734 à Puget-Théniers (alors Comté de Nice du royaume de Sardaigne) mort le  15 janvier 1803 à Paris, était un prêtre oratorien et historien de la Provence et de la Révolution française. Il était membre de l'Académie de Marseille, et associé à l'Institut de France, élu le 24 février 1796 comme associé non résident en classe des sciences morales et politiques.

## Principales œuvres
- 1777 : Histoire générale de Provence - Moutard;  ici
- 1780 : Voyage littéraire de Provence-Barois l'aîné
- 1780 : Histoire littéraire de Provence- Barois l'aîné sur Gallica
- 1800- an 8 : De la peste ou Epoques mémorables de ce fléau et des moyens de s'en préserver- Lavillette et compagnie -Paris